# 野木莊園 (亞利桑那州)
野木莊園（英語：Wildwood Estates）是位於美國亞利桑那州亞瓦派縣的一個非建制地區。該地的面積和人口皆未知。

## 地理
野木莊園的座標為34°34′27″N 112°30′30″W / 34.57417°N 112.50833°W，而該地的平均海拔高度為1699米（即5574英尺）。